# خوان مانوئل آلخاندرس
خوان مانوئل آلخاندرس (اسپانیایی: Juan Manuel Alejándrez‎; ۱۷ مهٔ ۱۹۴۴ – ۶ ژانویهٔ ۲۰۰۷) بازیکن فوتبال اهل مکزیک بود.
از باشگاه‌هایی که در آن بازی کرده‌است می‌توان به باشگاه فوتبال کروز آزول اشاره کرد.
وی همچنین در تیم ملی فوتبال مکزیک بازی کرده‌است.